# Dizuga
Dizuga từng là một chi thuộc họ Geometridae. Hiện nó có tên đồng nghĩa là Anisodes.

## Các loài
- Dizuga recusataria (Walker, [1863])